# Uroobovella expressa
Uroobovella expressa es una especie de arácnido del orden Mesostigmata de la familia Urodinychidae.

## Distribución geográfica
Se encuentra en Papúa Nueva Guinea.